# 莫洛季科沃农村居民点
莫洛季科沃农村居民点（俄语：Молодьковское сельское поселение）是俄罗斯联邦布良斯克州姆格林区所属的一个农村居民点。其下辖有12个居民点，行政中心为莫洛季科沃。据2015年统计，该农村居民点的人口为567人。